# Rhinophis homolepis
Rhinophis homolepis är en ormart som beskrevs av Hemprich 1820. Rhinophis homolepis ingår i släktet Rhinophis och familjen sköldsvansormar. Inga underarter finns listade i Catalogue of Life.
Arten förekommer i cirka 750 meter höga kulliga områden i centrala Sri Lanka. Honor lägger inga ägg utan föder levande ungar.